# Blue Rocks Ronse-Kluisbergen
Blue Rocks Ronse-Kluisbergen is een Belgische basketbalclub aangesloten bij  Basketbal Vlaanderen onder stamnummer 552. Blue Rocks ontstond in 2012 na een fusie tussen KBT Ronse SK en BBC Kluisbergen.
De herenploeg treedt aan in 1ste landelijke afdeling. De dames spelen in 1ste provinciale. Verder heeft Blue Rocks jeugdploegen in diverse jeugdcategorieën; zowel voor jongens als meisjes. In het seizoen 2016-2017 telt Blue Rocks 3 senior- en 10 jeugdploegen.
De thuiswedstrijden gaan door in sporthal Kluisbos te Kluisbergen.
De trainingen voor de meeste jeugdploegen worden ook afgewerkt in sporthal 't Rosco in Ronse.
Een van de hoogtepunten in de nog jonge geschiedenis van Blue Rocks was de overwinning van de heren-A in de beker van Vlaanderen tegen 2de Nationaler Soba Antwerpen met 101-98 op 10 november 2014.
In het seizoen 2014-2015 wonnen zowel de U14 meisjes als de heren-A de beker van Oost-Vlaanderen.
De dames-B werden in het seizoen 2015-2016 kampioen in 1ste provinciale, nadat zij een jaar eerder te titel behaalden in 2de provinciale. Doordat de dames-A al in 2de landelijke spelen, blijven de dames-B ondanks die titel in 1ste Provinciale.
Blue Rocks heren-A promoveerden na het seizoen 2015-2016 naar 1ste landelijke.
In het seizoen 2017-2018 werden de dames van Blue Rocks opnieuw kampioen in 1ste provinciale. De heren degraderen naar 2de landelijke.

## Palmares
Kampioenschappen
- 2012-2013: Dames-A Kampioen 2de landelijke A
- 2013-2014: Heren-A Kampioen 1ste Provinciale O-VL
- 2014-2015: Dames-B Kampioen 2de Provinciale O-VL
- 2014-2015: U16-meisjes: provinciaal kampioen
- 2015-2016: Dames-B Kampioen 1ste Provinciale O-VL
- 2016-2017: U14-jongens: provinciaal kampioen
- 2017-2018: Dames-A Kampioen 1ste provinciale O-VL

Bekers
- 2013-2014: Runner-Up Beker van Oost-Vlaanderen Heren
- 2014-2015: Winnaar Beker van Oost-Vlaanderen Heren-A
- 2014-2015: Winnaar Beker van Oost-Vlaanderen U14-meisjes
- 2015-2016: Runner-up Beker van Oost-Vlaanderen U12-meisjes

## Geschiedenis
| jaar      | Heren-A                           | Dames-A                            |
| --------- | --------------------------------- | ---------------------------------- |
| 2012-2013 | 1e provinciale (6de)              | 2de landelijke (kampioen)          |
| 2013-2014 | 1e provinciale (kampioen)         | 1ste Landelijke (9de)              |
| 2014-2015 | 2de landelijke (3de)              | 1ste Landelijke (11de)             |
| 2015-2016 | 2de landelijke (4e - promotie)    | 1ste landelijke (14e -degradatie)  |
| 2016-2017 | 1ste landelijke (11de)            | 2de landelijke (12de - degradatie) |
| 2017-2018 | 1ste landelijke (13de-degradatie) | 1ste provinciale (kampioen)        |
| 2018-2019 | 2de landelijke (14de-degradatie)  | 1ste provinciale                   |
| 2019-2020 | 1ste provinciale                  | 1ste provinciale                   |
| 2020-2021 | 1ste provinciale                  | 1ste provinciale                   |
| 2021-2022 | 1ste provinciale                  | 1ste provinciale                   |

## Bekende ex-spe(e)l(st)ers
- Tom Arijs
- Thibault Vanderhaegen